# Martin Blaha
Martin Blaha (* 8. srpna 1985) je český fotbalový brankář, momentálně hrající za celek TJ Sokol Kožušany.

## Ligová bilance
| Ročník                 | Zápasy | Góly | Klub             |
| ---------------------- | ------ | ---- | ---------------- |
| Gambrinus liga 2005/06 | 3      | 0    | SK Sigma Olomouc |
| Gambrinus liga 2009/10 | 4      | 0    | SK Sigma Olomouc |
| Gambrinus liga 2010/11 | 5      | 0    | SK Sigma Olomouc |
| LIGA CELKEM            | 12     | 0    |                  |